# 刺孔雀椰子
刺孔雀椰子（学名：Aiphanes horrida）为棕櫚科刺孔雀椰子屬下的一个种。